# Municipio de Enterprise (Misuri)
El municipio de Enterprise (en inglés: Enterprise Township) es un municipio ubicado en el condado de Linn en el estado estadounidense de Misuri. En el año 2010 tenía una población de 84 habitantes y una densidad poblacional de 1,28 personas por km².

## Geografía
El municipio de Enterprise se encuentra ubicado en las coordenadas 40°0′11″N 93°3′55″O / 40.00306, -93.06528. Según la Oficina del Censo de los Estados Unidos, el municipio tiene una superficie total de 65.42 km², de la cual 65,16 km² corresponden a tierra firme y (0,39 %) 0,26 km² es agua.

## Demografía
Según el censo de 2010, había 84 personas residiendo en el municipio de Enterprise. La densidad de población era de 1,28 hab./km². De los 84 habitantes, el municipio de Enterprise estaba compuesto por el 100 % blancos. Del total de la población el 1,19 % eran hispanos o latinos de cualquier raza.